# Unterschneidheim
Unterschneidheim település Németországban, azon belül Baden-Württembergben. Lakosainak száma 5016 fő (2023. december 31.).

## Népesség
A település népessége az elmúlt években az alábbi módon változott:
| Lakosok száma | 3862 | 4697 | 4740 | 4797 | 4945 | 5016 |
|               | 1975 | 2017 | 2019 | 2021 | 2022 | 2023 |